# Helge von Koch
Niels Fabian Helge von Koch (ur. 25 stycznia 1870 w Sztokholmie, zm. 11 marca 1924 w Danderyd) – szwedzki matematyk, twórca jednego z najbardziej znanych i zarazem jednego z pierwszych fraktali – krzywej Kocha (opisanej w pracy z 1904 roku pt. Une méthode géométrique élémentaire pour l'étude de certaines questions de la théorie des courbes plane). Napisał wiele prac na temat teorii liczb, zajmował się hipotezą Riemanna. Zajmował się nieskończonymi wyznacznikami.